# Terramarecultuur
De terramarecultuur is een midden-en late bronstijd cultuur in Noord-Italië, met name de centrale Po-vallei en Emilia-Romagna, daterend uit ca. 1700-1150 v.Chr.
De cultuur ontleent haar naam aan de "zwarte aarde" van de nederzettingsheuvels. Terramare is afgeleid van terra marna, "mergel-aarde". De heuvels, meestal aangezien voor Keltische of Romeinse grafheuvels, werden tot aan de tweede helft van de 19e eeuw door de boeren van de regio afgegraven voor bemesting. 

## Nederzettingen

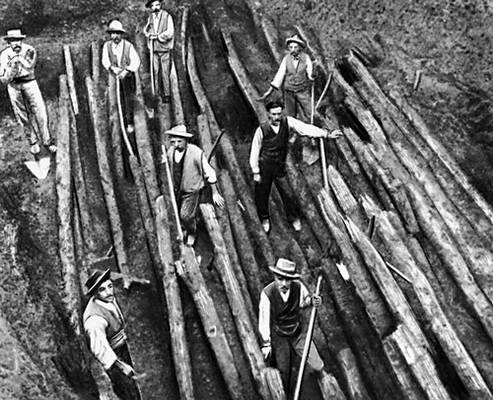
Opgravingen nabij Parma

Meer dan 60 dorpen zijn bekend, de meeste uit Emilia-Romagna. De nederzettingen zijn trapeziumvormig van opzet, met straten in een rechthoekige patroon. Sommige huizen zijn op palen gebouwd, ook al staat het dorp volledig op het droge land. Er is momenteel geen algemeen aanvaarde verklaring voor deze palen. Het geheel wordt beschermd door een aarden wal, aan de binnenkant versterkt met steunberen, en omringd door een brede gracht met stromend water. Uit de vroege bronstijd zijn slechts weinig nederzettingen bekend. In de midden-bronstijd zijn ze niet groter dan 2 ha. In de late bronstijd zijn veel vindplaatsen verlaten, de overgeblevene zijn veel groter, tot 60 ha.

## Vondsten
Er zijn slechts weinig stenen voorwerpen gevonden. De meeste vondsten zijn uit brons, zoals bijlen, dolken, zwaarden, scheermessen en messen, naast kleine gereedschappen als sikkels, naalden, spelden, broches, enz. Er zijn ook voorwerpen van been en hout, naast aardewerk (zowel grof als fijn), barnsteen en glas. Kleine kleifiguren, voornamelijk van dieren (hoewel te Castellazzo ook menselijke figuren zijn gevonden), zijn interessant als een van de vroegste voorbeelden van beeldende kunst in Italië.

## Samenleving
De terramare-mensen hielden runderen, schapen en varkens en verbouwden tuinbonen, druiven, tarwe en vlas. Ook appel, peer, bramen, vijgen en kornoelje werd gekweekt. Bessen, eikels en hazelnoten werden verzameld. De jacht speelde een ondergeschikte rol. Paarden zijn in kleine aantallen gevonden. Er zijn echter ook votiefbeeldjes van klei gevonden, welke de maatschappelijke waarde van het paard aangeven.
Ze waren vrij bekwame metaalbewerkers; brons werd gegoten in mallen van steen en klei. 
Zowel begraving als crematie werden beoefend. Crematie was misschien later onder invloed van de urnenveldencultuur ingevoerd. Gecremeerde resten werden in ossuaria geplaatst. In de urnen werden vrijwel geen voorwerpen gevonden.

## Verval
Midden in de 12e eeuw v.Chr. werden alle terramare-nederzettingen verlaten. Tot de re-kolonisatie door de Etrusken in de 6e eeuw v.Chr. worden er geen vondsten meer gedaan en was de Povlakte blijkbaar eeuwenlang ontvolkt. De reden hiervoor is onduidelijk. De cultuur verviel in deze periode, terwijl zich de proto-Villanovacultuur ontwikkelde.

## Etnische identiteit
Er zijn verschillen van mening over de oorsprong en etnische relaties van de terramare-mensen. Sommigen zagen ze als voorouders van de Liguriërs, die om onbekende redenen paalwoningen gingen bouwen.
Een huidige theorie ziet de terramaremensen als een oorspronkelijk aan meeroevers wonend volk uit Centraal-Europa dat in het verband van de indo-europese migratie aan het einde van het neolithicum en het begin van de bronstijd in twee golven het noorden van Italië binnenviel. Ze brachten een traditie van paalwoningen met zich mee, die zij nu ook op het droge land bouwden. Ze zouden te identificeren zijn met de Indo-Europese Italici, aan wie de latere Villanovacultuur wordt toegeschreven.